# Termas de Saturnia
As Termas de Saturnia (em italianoː Terme di Saturnia) são fontes termais localizadas na comuna italiana de Saturnia, na província de Grosseto, na região da Toscana.
A Cascata do Moinho, também conhecida como Cascata de Gorello ou Cascatelle, dá acesso público às águas termais de Saturnia. E na comuna há um estabelecimento hoteleiro que oferece serviços de spa de luxo, com piscinas alimentadas com as águas termais.

## História
Durante a Idade Média, o banho termal era considerado demoníaco. Na renascença, a hidroterapia ganhou força. Em Saturnia, os senhores feudais Aldobrandeschi de Santa Fiora e os de Sovana começaram a disputar as fontes termais.
No ano de 1454, a concessão das fontes foi passada para os colonos de Piacenza, Romagna e Lombardia, que as renovaram completamente.
Em 1865, as fontes passaram a ser de propriedade da família Ciacci. Em 1919, Gaspero Ciacci abriu o primeiro spa com banhos termais de Saturnia e contratou a Universidade de Pisa para fazer as primeiras análises químicas das águas.

## Características

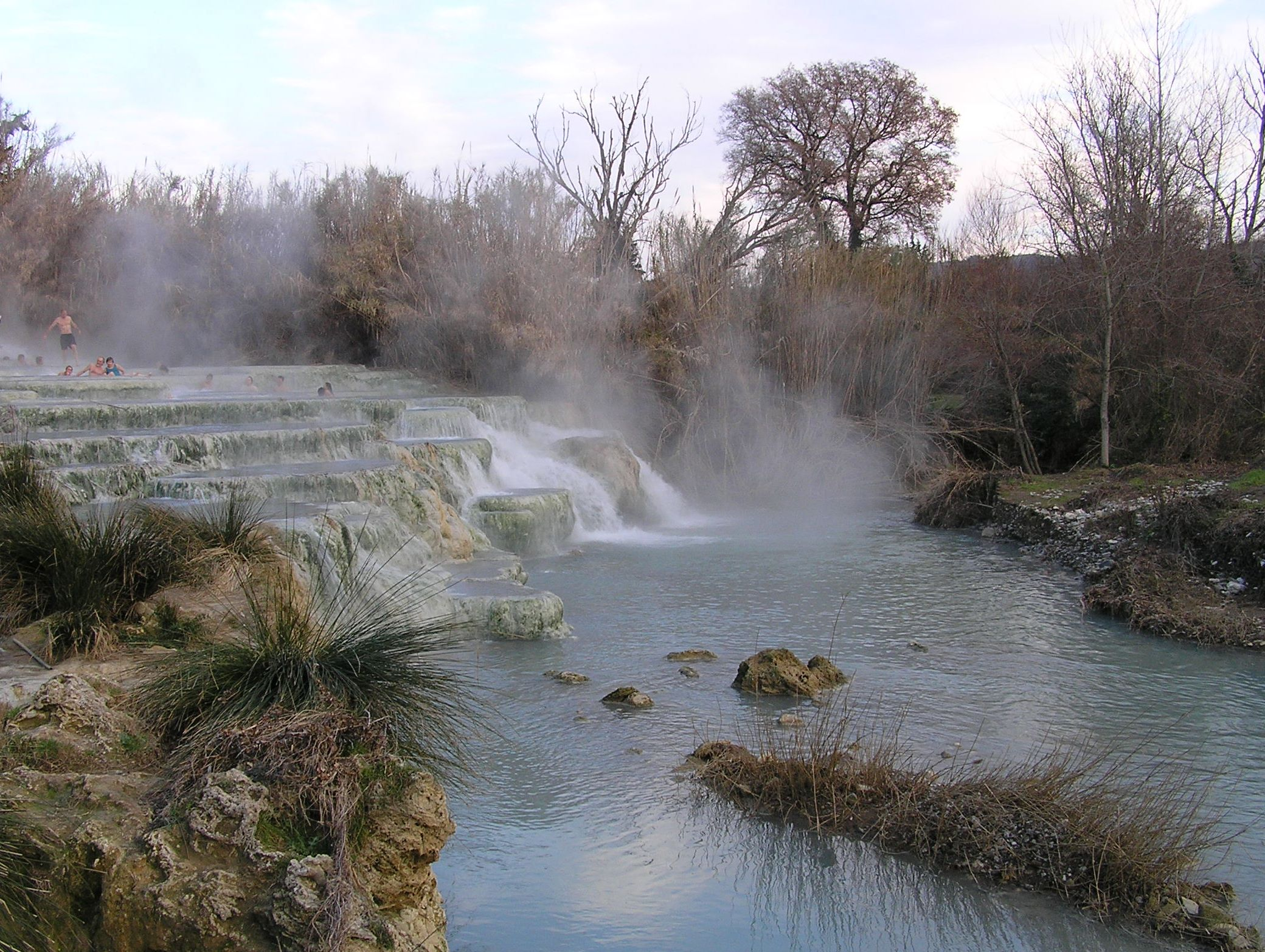
Cascatas do Moinho

As nascentes se localizam na cratera de um vulcão extinto no Monte Amiata e correm pelo rio Gorello. A água possui uma temperatura constante de 37 °C e característica sulfúrica e carbônica. Possuem também bicarbonato alcalino, enxofre, sulfeto de hidrogenio, dióxido de carbono e 2,79 gramas de sais minerais por litro.

## Lenda
Há diversas versões da lenda da origem das águas termais de Saturnia. Uma das versões, é que as nascentes das águas termais se originaram no local onde um raio de Jupiter caiu, durante sua batalha com Saturno. Em uma outra versão, Saturno irritado com as constantes guerras entre os homens, lançou um raio em um rio com águas muito quente e sulfurosa, que se localizava na cratera de um vulcão. O rio transbordou, inundando vales e montanhas, acalmando os conflitos e trazendo a abundância.